# Bailadores
Bailadores est le chef-lieu de la municipalité de Rivas Dávila dans l'État de Mérida au Venezuela.